# Zwiesel
Zwiesel település Németországban, azon belül Bajorországban. Lakosainak száma 8978 fő (2023. december 31.). Zwiesel Lindberg, Bayerisch Eisenstein, Bodenmais, Langdorf, Regen, Rinchnach és Frauenau községekkel határos.

## Népesség
| Lakosok száma | 2537 | 8347 | 8992 | 10 128 | 9264 | 9309 | 9500 | 9502 | 8984 | 8978 |
|               | 1875 | 1950 | 1975 | 1987   | 2012 | 2014 | 2016 | 2017 | 2021 | 2023 |